# Ковдинские ГЭС
Ко́вдинский каска́д — каскад гидроэлектростанций, расположенных на реке Ковда. Каскад включает в себя Кумскую ГЭС, Иовскую ГЭС, Княжегубскую ГЭС.
Суммарная действующая мощность каскада составляет 336 МВт (планировалась 336 МВт).
Входит организационно в Каскад Нивских ГЭС.
В каскад входят:
| Наименование ГЭС                     | Год пуска | Мощность, МВт | Количество турбин | Водохранилище |
| ------------------------------------ | --------- | ------------- | ----------------- | ------------- |
| Кумская ГЭС (Ковдинский каскад)      | 1962      | 80            | 2                 | о. Пяозеро    |
| Иовская ГЭС (Ковдинский каскад)      | 1960      | 96            | 2                 | о. Сушозеро   |
| Княжегубская ГЭС (Ковдинский каскад) | 1955      | 160           | 4                 | о. Ковдозеро  |